# ファッションリサーチ国際図書館
ファッションリサーチ国際図書館（英語: International Library of Fashion Research）は、ノルウェー王国オスロにあるファッションを専門とする図書館である。2022年6月に移転・開館したノルウェー新国立美術館に併設され、同年11月29日に開館した。一般公開は火曜日から金曜日、午後12時から6時。

## 解説
収蔵品は開館時点で5000点を数え、ファッション関係の書籍・雑誌、制作カタログをはじめ、ファッションショーの招待状、イラスト、サンプル、限定商品など多岐にわたる。1975年以降に作製されたものが中心で、市販品に加え業界関係者しか入手困難な資料も多い。初期コレクションの中核は、創設ディレクターである新進気鋭のノルウェー人雑誌編集者エリス・バイ・オルセン（Elise By Olsen）が師事した文化理論研究者のスティーブン・マーク・クライン (Steven Mark Klein –2021年）の遺品が占める。また、エルメスやKDプレス、コム・デ・ギャルソン、M/M パリスなどから資料の寄付を受けている。
開館に先立って2020年に公式サイトを開設、資料の閲覧はオンライン上の「デジタル図書館」の利用が基本である。収蔵物の館外持ち出しは禁止されており、HPから事前に予約を取った上で館内の閲覧スペースでのみ閲読・観覧できる制度を採用。ファッション業界はペーパーレス化が進んでおり、この図書館の設立目的の一つに、これまでに蓄積された印刷資料を今後も活用できるように図ることをあげている。
開館時の協賛団体にはノルウェー外務省、同文化基金、国内や隣国のスウェーデンのファッションハブなどが並び、国内やイギリスの大学が教育パートナーとして名を連ねる。貴重であるが保管が困難な資料を抱えた業界関係者は、この図書館の開館を歓迎している。

### 建物
母体であるノルウェー新国立美術館は旧オスロ西駅の跡地に建てられた複合施設で、当館はその駅長宿舎を流用している。外壁がクリーム色に塗られた３階建ての宿舎は1920年代に竣工しており、歴史的建造物に指定された。そのため、本棚などの什器は床や壁に直接固定することが許されていない。内装を担当したベスマ・コンテレ・マッキラン（Vésma Kontere McQuillan）のチームは、建物の狭さや中央にある吹き抜け構造を取り込み、図書館としてではなく博物館として設計を進めた。また、備品の一部は旧オスロ国立美術館で用いられたものを再利用している。